# Hydrocyanation
L'hydrocyanation est une réaction d'addition d'un proton H+ et d'un anion cyanure CN− sur un substrat, généralement un alcène, un alcyne ou un composé carbonylé, ce qui donne un nitrile –C≡N. Ce dernier peut ensuite être converti en d'autres groupes fonctionnels, par exemple amine primaire –CH2–NH2 ou acide carboxylique –COOH. Dans l'industrie, cette réaction est catalysée par des catalyseurs homogènes au nickel, typiquement des complexes de nickel à ligands ester de phosphite –P(OR)3. Une réaction type est par exemple :
RCH=CH2 + HCN ⟶ RCH2–CH2–C≡N.
Le cycle catalytique peut être représenté de la façon suivante :
Dans ce schéma, le précatalyseur NiL4 (en haut) est un complexe tétrakis(phosphite)nickel0, qui donne l'espèce NiL2 catalytiquement active par dissociation de ligands. Les étapes du cycle sont l'addition oxydante de cyanure d'hydrogène HCN donnant NiH(CN)L2 (1), la formation d'un complexe pi (de) de cette espèce avec un alcène R–CH=CH2 (2) et son addition anti-Markovnikov (3) donnant l'adduit R–CH2–CH2–Ni(CN)L2 par insertion migratoire (en), le cycle se terminant par l'élimination réductrice du nitrile R–CH2–CH2–C≡N (4) pour redonner le catalyseur NiL2. Un acide de Lewis comme le triphénylborane B(C6H5)3 favorise cette dernière réaction et accélère la catalyse. Ces acides augmentent la fraction de produits linéaires car ils se coordonnent au groupe nitrile et augmentent l'encombrement stérique autour de l'atome métallique. Les bis-1,2-diarylphosphinites peuvent être également des ligands pour le nickel dans cette réaction.
La plupart des alcènes sont prochiraux, ce qui signifie dans le cas présent que leur hydrocyanation produit des nitriles chiraux. Les catalyseurs d'hydrocyanation conventionnels comme Ni[(RO)3P]4 produisent des racémiques, mais quand les ligands sont eux-mêmes chiraux, l'hydrocyanation peut être hautement énantiosélective. Les complexes d'aryldiphosphite chélatants sont des ligands chiraux couramment employés en hydrocyanation asymétrique,,.
L'hydrocyanation est utilisée dans l'industrie pour la production de polyamides, notamment la production d'adiponitrile N≡C(–CH2)4–C≡N à partir du butadiène CH2=CH–CH=CH2. L'adiponitrile est un précurseur de l'hexaméthylènediamine H2N(CH2)6NH2, utilisée dans la production de certains nylons. Le procédé de DuPont d'hydrocyanation du butadiène pour la production d'adiponitrile est présenté ci-dessous :
Le catalyseur employé est par exemple le Ni[(ArO)3P]4. Ce procédé se déroule en trois étapes : l'hydrocyanation du butadiène formant un mélange de 2-méthylbutène-3-nitrile (2M3BN) et de pentène-3-nitrile (3PN) (a), puis l'isomérisation du 2M3BN (non désiré) en 3PN (b), et enfin une seconde hydrocyanation en adiponitrile assistée par un acide de Lewis comme le chlorure d'aluminium AlCl3 (c).

## Transhydrocyanation
Une transhydrocyanation est le transfert d'un équivalent de HCN depuis une cyanhydrine comme la cyanhydrine d'acétone (CH3)2C(OH)C≡N vers un autre accepteur de HCN. Cette réaction est un équilibre amorcé par une base. L'équilibre peut être déplacé vers la formation du produit souhaité en retirant ce dernier du milieu réactionnel ou en utilisant un accepteur ayant une affinité en HCN plus élevée, comme un aldéhyde.

## Hydrocyanation de composés carbonylés insaturés
Les composés carbonylés α,β-insaturés peuvent subir une hydrocyanation en l'absence de catalyseur métallique. L'addition de Michael est un cas particulier donnant des β-cyanocétones. Une autre voie conduit aux cyanhydrines vinyliques. On observe également des β-cyanocyanhydrines. Les conditions de la réaction permettent d'obtenir chacun de ces produits.
Les conditions acides favorisent généralement les adduits 1,2 tandis que les conditions basiques favorisent plutôt les adduits 1,4. L'addition de cyanures métalliques alcalins, par exemple, conduit exclusivement à une addition 1,4. Par opposition aux cyanures métalliques et cyanoaluminates alcalins, les cyanures acides au sens de Lewis, comme le cyanure de triméthylsilyle (CH3)3SiCN, favorisent les additions 1,2. Les substrats acétyléniques peuvent faire l'objet de cette réaction mais les réactions possibles sont limitées et les rendements sont souvent faibles.
L'addition 1,4 donnant des imines a été observée dans quelques cas, bien que les imines soient souvent labiles.
Une hydrocyanation conjugante peut être observée avec les esters, les nitrile et avec d'autres dérivés carbonylés.